# Конденсатопровід
Конденсатопровід (рос. конденсатопровод; англ. condensate pipeline; нім. Kondensatleitung f) – трубопровід для перекачування стабільного газового конденсату з району видобування на газопереробний завод або нафтохімічний комбінат.